# Немо (вулкан)
Вижте пояснителната страница за други значения на Немо.
Немо е един от двата активни стратовулкана на остров Онекотан, част от групата на Курилските острови, Сахалинска област на Русия. Носи името на героя на Жул Верн, дадено му от английския капитан Хенри Сноу.

## Описание
Вулканът заема северната част на острова и представлява сравнително неголямо възвишение с леко изтеглена по дължина конусовидна форма. Издига се на височина от 1018 м над морското равнище. На върха завършва с две, почти слети калдери с общ диаметър около 15 км. По-голямата, с диаметър 10 км, достига до северното крайбрежие на острова. И двете са формирани преди последния ледников период. Заобиколени са от възвишения, представляващи безпорядъчно разхвърляни купчини от вулканичен материал, които стигат до североизточния край на Онекотан. Североизточната им част е запълнена с вода и образува полукръглото Черно езеро, което има дължина 4 км и ширина 2 км. Езерото се захранва от малки планински потоци и валежи от сняг и дъжд. Трета, 5-километрова калдера е образувана преди около 25 000 години. Формирана е от разпадането на вулканичен конус, който се е издигал над ледниковата повърхност на по-ранна калдера.
В южния край на най-младата калдера е разположен основният, невисок вулканичен конус. Състои се от два слети андезитни конуса, образувани на 4 етапа, които са започнали преди 9500 години, в началото на холоцена. По северозападния склон на калдерата се забелязват следи от широки лавови потоци.
Вследствие последното изригване е образувана нова, малка калдера с ширина 350 м. Над нея се издига лавов купол, завършващ с кратер с диаметър 150 м.
В южната част на вулкана изтича река Езерна, най-голямата на острова. Дълга е 8 км и се влива в Охотско море. Островът не е населен.

## Активност
Възрастта на вулкана е около 25 000 години. Известни изригвания на Немо са документирани в началото на 18 век и през 1906 г. Последното изригване става на 12 август 1938 г. По-ранни предполагаеми изригвания са станали през 7550, 7050, 5550, 3050, 1850 и 550 г. пр.н.е. и 750, 1350, 1710 г.